# TLE4
TLE4‏ (Transducin like enhancer of split 4) هوَ بروتين يُشَفر بواسطة جين TLE4 في الإنسان.